# Bo Xilai
Bo Xilai (kinesisk: 薄熙来, pinyin: Bó Xīlái; født i Dingxiang i Shanxi juli 1949 i Kina) er en kinesisk politiker. Han var leder af Kinas kommunistiske parti i Chongqing. Fra 2004 til 2007 var han Folkerepublikken Kinas handelsminister.
Han er søn af Bo Yibo, som var medlem af Politbureauet i Det kinesiske kommunistparti. Bo Xilai startede sin karriere som borgmester i havnebyen Dalian. 
Bo Yibo var populær fordi han var kendt for at bekæmpe korruption og ville mindske forskellen mellem rig og fattig. Han blev derfor anset for at være kandidat til i efteråret 2012 at blive medlem af Kinas topledelse, Det kinesiske kommunistpartis politbureaus stående komite og dermed en af Kinas ledere de næste ti år. 
Bo Xilai's karriere stoppede pludseligt da hans højrehånd, politichefen i Chongqing Wang Lijun i februar 2012 opholdt sig 24 timer i USAs ambassade i Chongqing, hvor han angiveligt forsøgte at få politisk asyl. Som følge af det blev Bo fyret som leder af kommunistpartiet i Chongqing i marts 2012.
Den 10. april 2010 mistede hans sit medlemskab af Centralkomiteen for det kinesiske kommunistparti og politbureauet . Ifølge de statskontrollerede kinesiske medier pga. alvorlige overtrædelser af reglerne. Samtidig blev hans kone mistænkt for at have været med til at myrde en britisk forretningsmand.